# Estado Novo
Estado Novo („nový stát“) nebo Druhá republika (portugalsky Segunda República Portuguesa) byl korporativní režim zavedený v Portugalsku v roce 1933. Vyvinul se z předchozího s názvem Ditadura Nacional („národní diktatura“), který vznikl po státním převratu 28. května 1926 proti demokratické, ale nestabilní první republice. Společně jsou Ditadura Nacional a Estado Novo uznávány jako druhá portugalská republika. Estado Novo, velmi inspirované konzervativními a autokratickými ideologiemi, vyvinul António de Oliveira Salazar, který byl předsedou Rady ministrů od roku 1932, dokud ho nemoc v roce 1968 nedonutila funkci opustit.
Po druhé světové válce a období dekolonizace bylo Portugalsko ostře kritizováno většinou mezinárodního společenství a Estado Novo bylo jedním z nejdéle přežívajících autoritářských režimů v Evropě. Na rozdíl od komunismu, socialismu, anarchismu, liberalismu a antikolonialismu byl režim konzervativní, korporativistický a nacionalistický a vynucoval portugalský tradiční katolicismus. Jeho politika předpokládala udržení Portugalska jako koloniální mocnosti pod doktrínou lusotropikalismu, přičemž Angola, Mosambik a další portugalské kolonie byly označovány za rozšíření samotného Portugalska, které „primitivním a barbarským“ národům v afrických a asijských državách údajně přineslo civilizaci a osvětu v podobě křesťanství. V rámci Estado Novo se Portugalsko pokusilo udržet pohromadě obrovskou koloniální říši, rozkládající se na třech kontinentech a o celkové ploše 2 168 081 kilometrů čtverečních, zatímco ostatní evropské státy se již z velké části svých bývalých kolonií zbavily a přenechaly nad nimi vládu domorodému obyvatelstvu.
Portugalsko vstoupilo do Organizace spojených národů (OSN) v roce 1955 a bylo zakládajícím členem NATO (1949), OECD (1961) a EFTA (1960). V roce 1968 byl novým představitelem jmenován Marcelo Caetano, který nadále připravoval cestu k ekonomické integraci s Evropou a dosáhl podpisu dohody o volném obchodu s EHS v roce 1972. Koncem padesátých let se režimu Estado Novo podařilo vytáhnout Portugalsko ze vzdělávací propasti, ve které se již dlouho nacházelo: negramotnost dětí školního věku prakticky zmizela.
Od roku 1950 až do Salazarovy smrti v roce 1970 zaznamenalo Portugalsko růst HDP na obyvatele s průměrnou roční mírou 5,7 procenta. Ekonomický růst a úrovně tvorby kapitálu od roku 1960 do roku 1973 byly charakterizovány bezkonkurenční silnou roční mírou růstu HDP (6,9%), průmyslovou výrobou (9%), soukromou spotřebou (6,5%) a tvorbou hrubého fixního kapitálu (7,8%). V roce 1960, při zahájení Salazarovy hospodářské politiky zaměřené na spíše na budoucí směřování, činil HDP Portugalska na obyvatele pouze 38 procent průměru Evropského společenství (ES-12); na konci Salazarova období v roce 1968 už vzrostl na 48 procent a v roce 1973 dosáhl portugalský HDP na obyvatele pod vedením Marcela Caetana 56,4 procenta průměru ES-12. Z dlouhodobé analýzy vyplývá, že po dlouhém období hospodářských rozdílů před rokem 1914 a období chaosu za první republiky se portugalská ekonomika do roku 1950 mírně vzpamatovala a poté vstoupila na cestu silného ekonomické růstu.
Tento ekonomický růst byl však vykoupen tvrdými politickými represemi a naprostým potlačováním jakýchkoliv projevů opozice či nesouhlasu s režimem a jeho vůdci. V první polovině vlády režimu sice probíhaly demokratické volby, ale většinou měli občané na výběr jen z jednoho, režimem schváleného kandidáta. Roku 1958, po neúspěšné kandidatuře opozičního generála Humberta Delgada na prezidenta a zvěstech o manipulaci s volbami, byly demokratické volby zrušeny úplně a výběr prezidenta přenechán Národnímu Shromáždění. PIDE (Polícia Internacional e de Defesa do Estado, později DGS, Direcção-Geral de Segurança a původně PVDE, Polícia de Vigilância e Defesa do Estado), portugalská policie, běžně zatýkala, mučila, věznila a zabíjela zejména levicové představitele opozice.
25. dubna 1974 došlo v Lisabonu ke Karafiátové revoluci – vojenskému převratu organizovanému levicovými portugalskými důstojníky, Movimento das Forças Armadas (MFA), a režim Estado Novo byl svržen.